# Кресбронн-ам-Бодензе
Кресбронн-ам-Бодензе (нем. Kressbronn am Bodensee) — коммуна в Германии, в земле Баден-Вюртемберг.
Подчиняется административному округу Тюбинген. Входит в состав района Бодензе. Население составляет 8159 человек (на 31 декабря 2010 года). Занимает площадь 20,42 км².